# پشت‌الماسی مادیرا
پشت الماسی مادیرا (نام علمی: Acrolepiopsis infundibulosa) نام یک گونه از تیره پشت‌الماسی‌نمایان است.